# Ellen Schwiers
Ellen Schwiers (Stettin, 1930. június 11. – Starnberg, 2019. április 26.) német színésznő.

## Fontosabb filmjei
- Banditen der Autobahn (1955)
- Zwischen Zeit und Ewigkeit (1956)
- Der König der Bernina (1957)
- Anastasia – Die letzte Zarentochter (1956)
- Helden (1958)
- Med mord i bagaget (1959)
- Wenn die Glocken hell erklingen (1959)
- A tehén és a fogoly (La vache et le prisonnier) (1959)
- Az utolsó tanú (Der letzte Zeuge) (1960)
- Das Erbe von Björndal (1960)
- Férfi az árnyékban (Mann im Schatten) (1961)
- Jedermann (1961)
- The Brain (1962)
- Égiháború (Le tonnerre de Dieu) (1965)
- 4 Schlüssel (1966)
- Der Würger vom Tower (1966)
- Ballata per un pistolero (1967)
- Huszadik század (Novecento) (1976)
- Fedora (1978)
- Újhullám (Verschwende deine Jugend) (2003)
- 3096 Tage (2013)